# Chiesa dei Santi Vito e Modesto (Cermenate)
La chiesa dei Santi Vito e Modesto è la parrocchiale di Cermenate, in provincia e diocesi di Como; fa parte del vicariato di Cermenate.

## Storia
Le prime attestazioni dell'esistenza di una chiesa a Cermenate dedicata a san Vito, filiale della pieve di Fino, risalgono al XIII secolo, con una di queste menzioni datata 1271.
Nel Cinquecento la parrocchia Sancti Viti loci de Cermenate venne visitata dal vescovo di Como Feliciano Ninguarda; al,a fine di quel secolo la chiesa risultava versare in l'esistenza condizioni, cosicché nel 1612 fu riedificata dalle fondamenta.
L'edificio venne interessato da un ampliamento nel 1765, allorché si procedette all'aggiunta dell'abside col coro e del transetto e nel 1773 il luogo di culto fu dichiarato prepositurale; da un elenco del 1788 si apprende che i fedeli ammontavano a 1500 e che dalla chiesa dei Santi Vito e Modesto dipendevano la comparrocchiale di San Vincenzo e l'oratorio di San Maurizio.
Nel 1892 il vescovo Andrea Carlo Ferrari, durante la sua visita pastorale, trovò che nella parrocchiale, che aveva come filiali la chiesa di San Vincenzo e gli oratori dell'Addolorata, di San Rocco in Freghera e dei Santi Simone e Giuda in Montesordo, aveva sede la confraternita del Santissimo Rosario, e che i fedeli assommavano a 3000.
La chiesa fu interessata da un rimaneggiamento nel 1907, al termine del quale, il 20 ottobre di quell'anno, venne consacrato dal vescovo Alfonso Archi.
L'edificio venne restaurato negli anni ottanta, mentre nel 2011 si procedette alla ritinteggiatura della chiesa e alla ristrutturazione del campanile.

## Descrizione

### Esterno
La facciata a salienti della chiesa, rivolta a sudovest, è suddivisa da una cornice marcapiano in due registri, entrambi scanditi da lesene; quello inferiore è caratterizzato centralmente dal portale maggiore sormontato da un timpano curvilineo spezzato e ai lati dagli ingressi secondari, mentre quello superiore presenta un'ampia finestra a tutto sesto e due nicchie con le statue dei Santi Vito e Luigi Gonzaga ed è coronato dal frontone dentellato di forma triangolare.
Annesso alla parrocchiale è il campanile a base quadrata, abbellito da lesene angolari; la cella presenta su ogni lato una monofora e delle semicolonne ed è coperta dal coronamento mistilineo.

### Interno
L'interno dell'edificio, la cui pianta è a croce latina, è suddiviso in tre navate da pilastri sorreggenti degli archi a tutto sesto e abbelliti da lesene con capitelli ionici, sopra i quali corre la cornice modanata e aggettante su cui si impostano le volte lunettate; al termine dell'aula si sviluppa il presbiterio, rialzato di alcuni gradini, ospitante l'altare maggiore e chiuso dall'abside di forma semicircolare.
Qui sono conservate diverse opere di pregio, tra le quali l'affresco ritraente la Madonna delle Grazie, risalente al Quattrocento e originariamente posto nel soppresso convento francescano di Santa Maria in Campo, il ciclo di cinque dipinti raffiguranti scene della vita dei Santi Vito e Modesto, eseguiti nel 1763 degli interventi Domenico e Giovanni Maria Quaglio, e le due tele che rappresentano rispettivamente il Battesimo di San Vito e la Morte e traslazione per mani angeliche dei corpi dei Santi Vito e Modesto in Lucania, realizzati nel 1939 da Torildo Conconi.